# Здание Тимирязевской академии
Здание Тимирязевской академии — главное здание Московской сельскохозяйственной академии имени К. А. Тимирязева в Москве; памятник архитектуры.

## Место

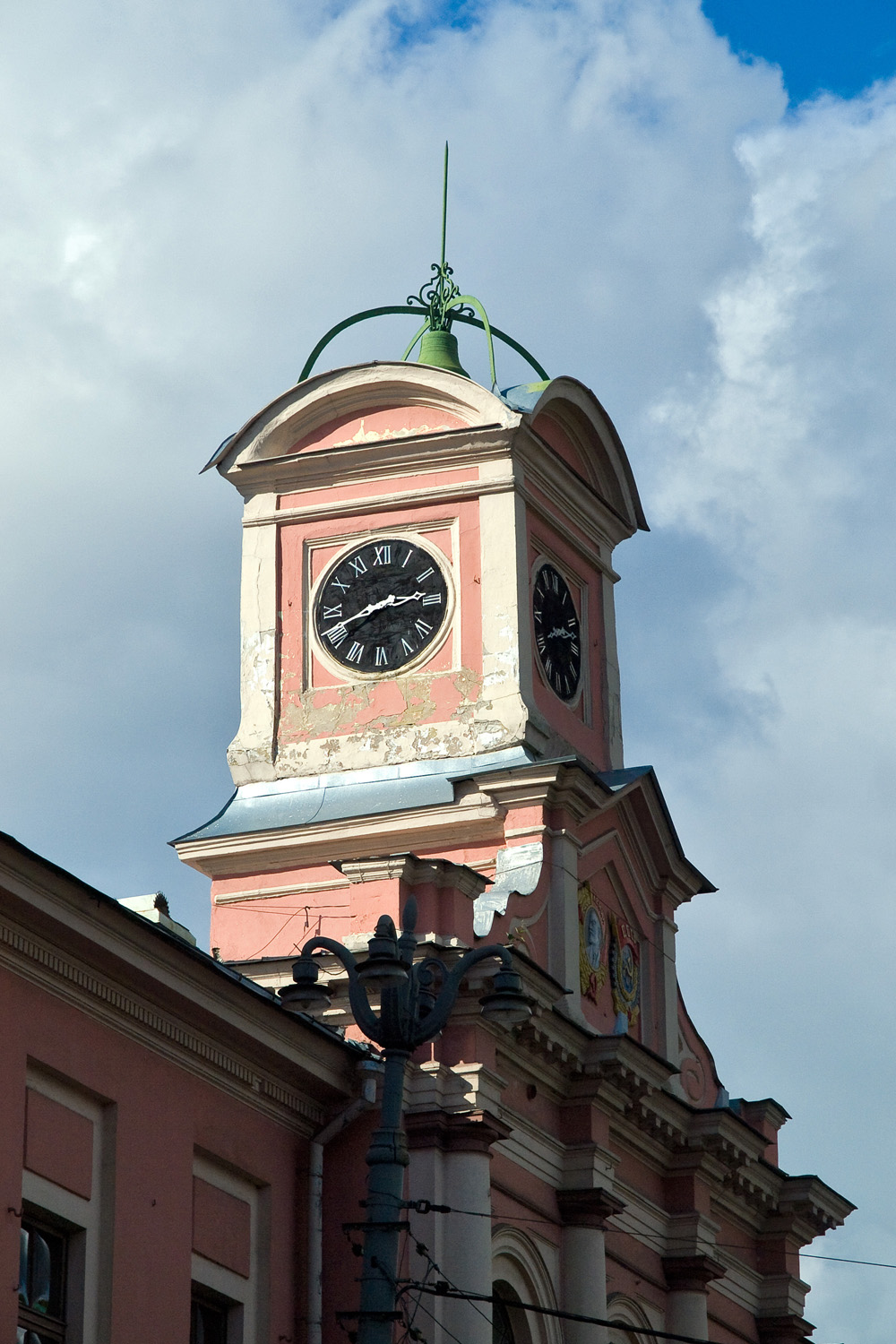
Часовая башня

Императорское московское общество сельского хозяйства  арендовало в Петровско-Разумовском территорию и ветхое здание усадьбы, которая в январе 1861 года по высочайшему повелению была выкуплена в казну за 250 тысяч рублей специально «с целью учреждения агрономического института, фермы и других сельскохозяйственных заведений».

## История
На территории Тимирязевской академии расположено 348 зданий (жилого, учебного, научно-лабораторного, опытно-производственного и общественного назначения), из которых 18 — являются объектами культурного наследия.

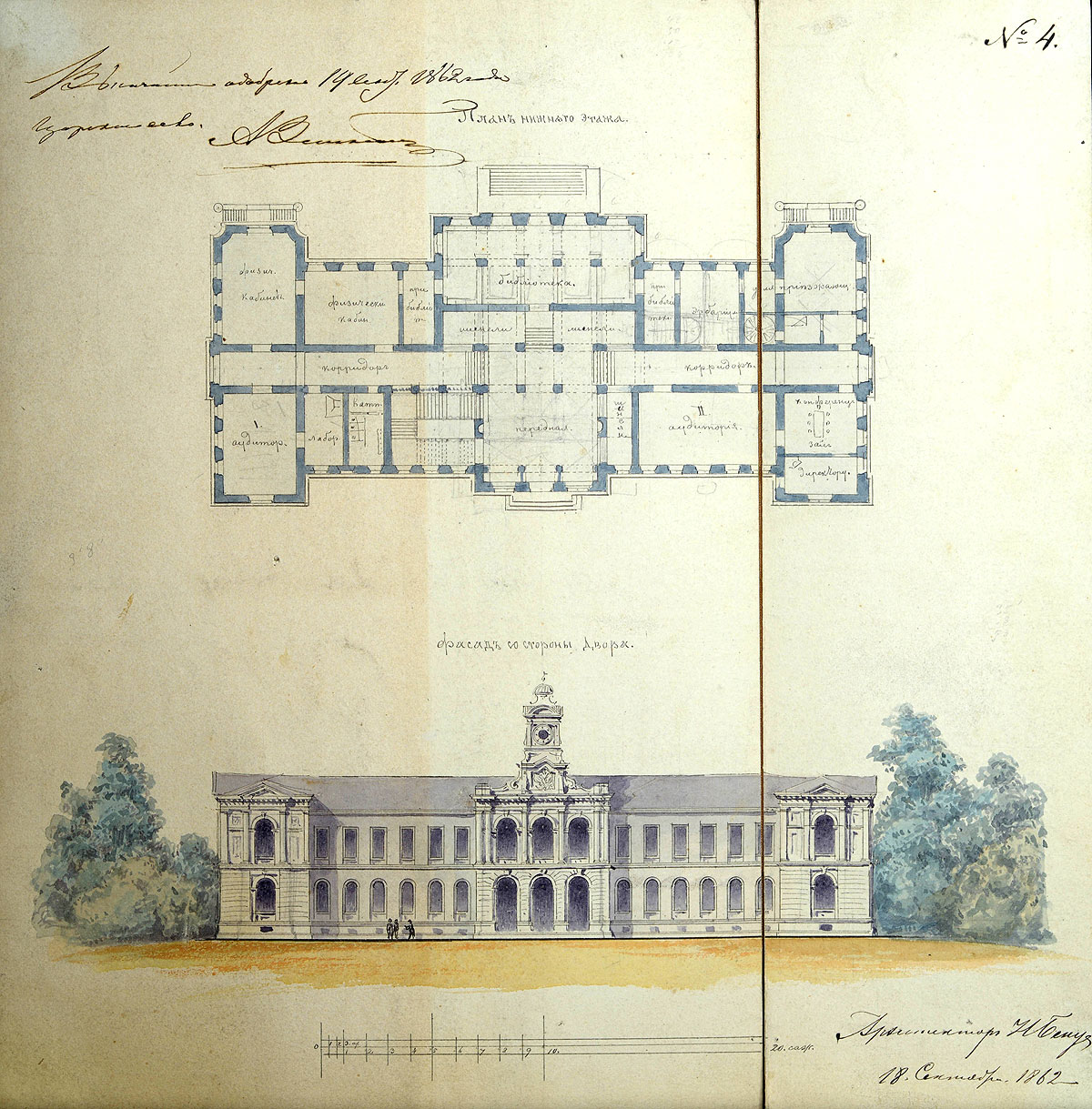
План Николая Бенуа

Главное двухэтажное здание Тимирязевской академии на месте разобранного обветшавшего дворца имения Разумовских было построено по проекту архитекторов Николая Леонтьевича Бенуа и Петра Сантиновича Кампиони в стиле необарокко. К зданию академии примыкала церковь Петра и Павла, построенная по указу матери Петра I — Натальи Кирилловны Нарышкиной (не сохранилась).
Закладка здания состоялась 23 июня 1863 года, строительство завершилось летом 1865 года. Его украшением стала часовая башня и выпуклые оконные стёкла.  Выпуклые оконные стёкла были сделаны в Финляндии, и Николай Бенуа выбирал их специально для Петровской академии на Всероссийской сельскохозяйственной выставке 1864 года. Первоначальные стёкла не сохранились до наших дней, в 1965 году на их месте были установлены новые. На куполе был громоотвод с позолоченной фигурой Славы.
Как и многие дворцы, здание имеет два фасада (внешний и внутренний). На внутренней территории главного здания разбит террасный регулярный французский парк со скульптурами, вход в который посторонним закрыт, но периодически там проводятся экскурсии.
На фасаде здания, выходящем на Тимирязевскую улицу, установлены памятные доски Н. И. Вавилову, М. И. Калинину и В. Г. Короленко.

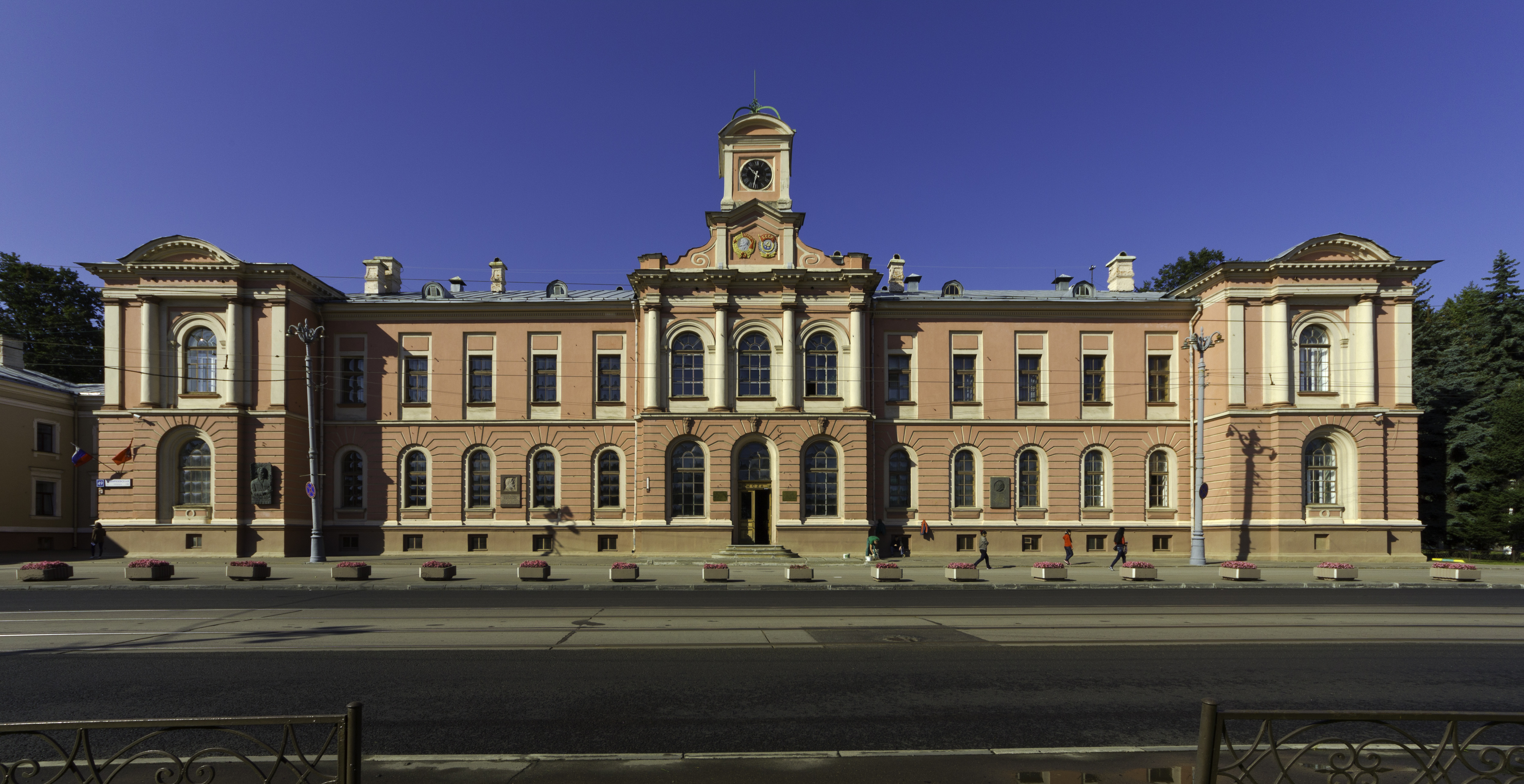
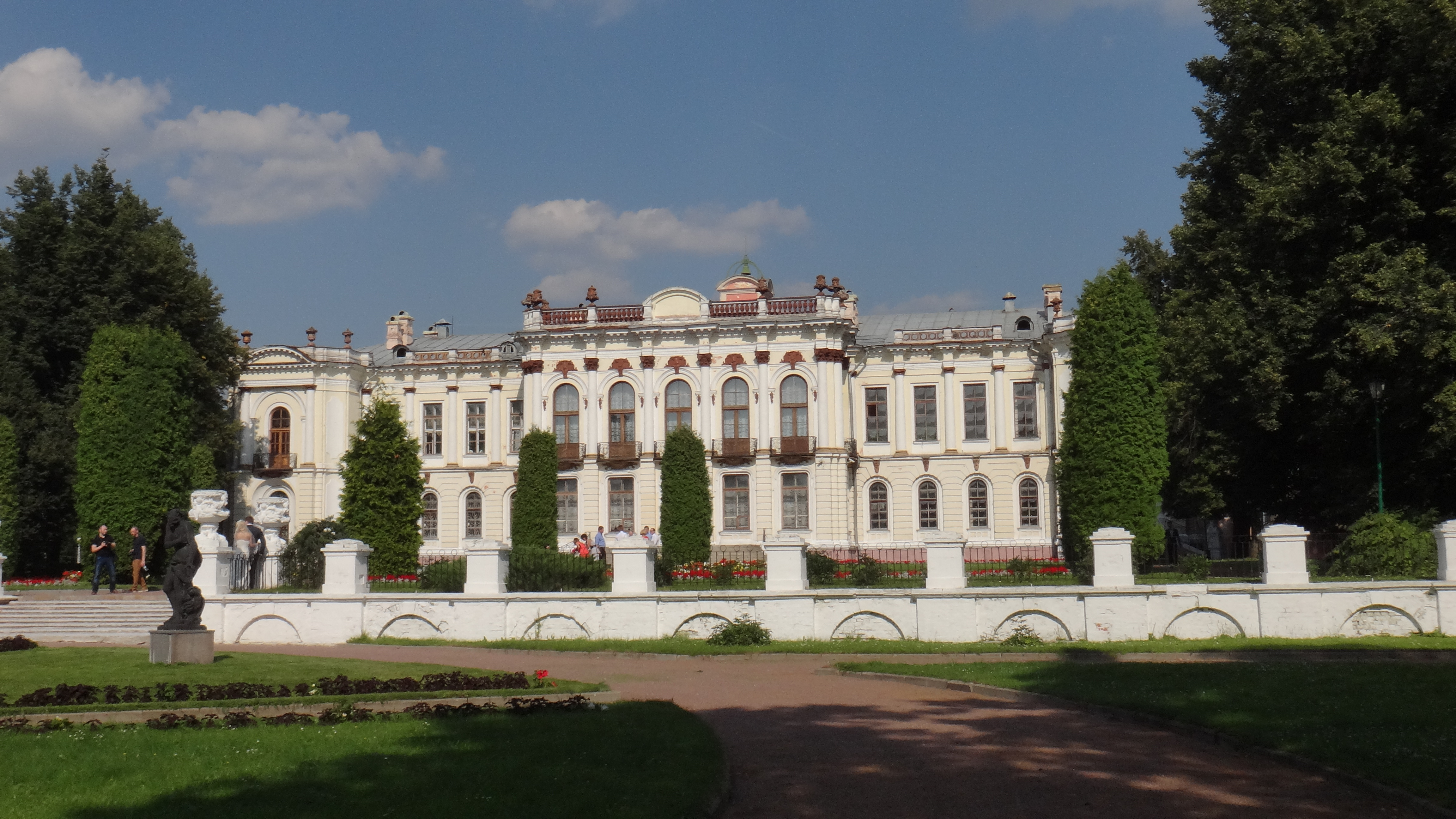

### Комментарии
1. ↑  Полагают, что для покрытия затрат на строительство и оборудование академии были организованы продажа и долгосрочная аренда земельных участков под дачи и огороды, а созданный в южной части академических владений дачный посёлок позже получил название Петровско-Разумовского (в народе его называли «Соломенная сторожка») (Величко С. Переписка с читателями. Соломенная сторожка // Наука и жизнь. — 2003. — № 4. Архивировано 8 октября 2021 года.). По другим же сведениям Архивная копия от 14 июля 2009 на Wayback Machine дачный посёлок возник от продажи земель последним владельцем усадьбы, преуспевающим московским аптекарем П. А. фон Шульцем.

### Сноски
1. ↑  От усадьбы — к академии
2. ↑  Петровско-Разумовское в Москве: усадьба, Петровская академия, Тимирязевка. Дата обращения: 19 декабря 2020. Архивировано 30 октября 2020 года.
3. ↑  Выставки всероссийские. Дата обращения: 19 декабря 2020. Архивировано 28 сентября 2020 года.
4. ↑  Тимирязевская академия. Дата обращения: 19 декабря 2020. Архивировано 18 апреля 2021 года.
5. ↑  Тимирязевская академия. Дата обращения: 19 декабря 2020. Архивировано 24 октября 2020 года.